# Vlag van Ærø

Onofficiële vlag van Ærø

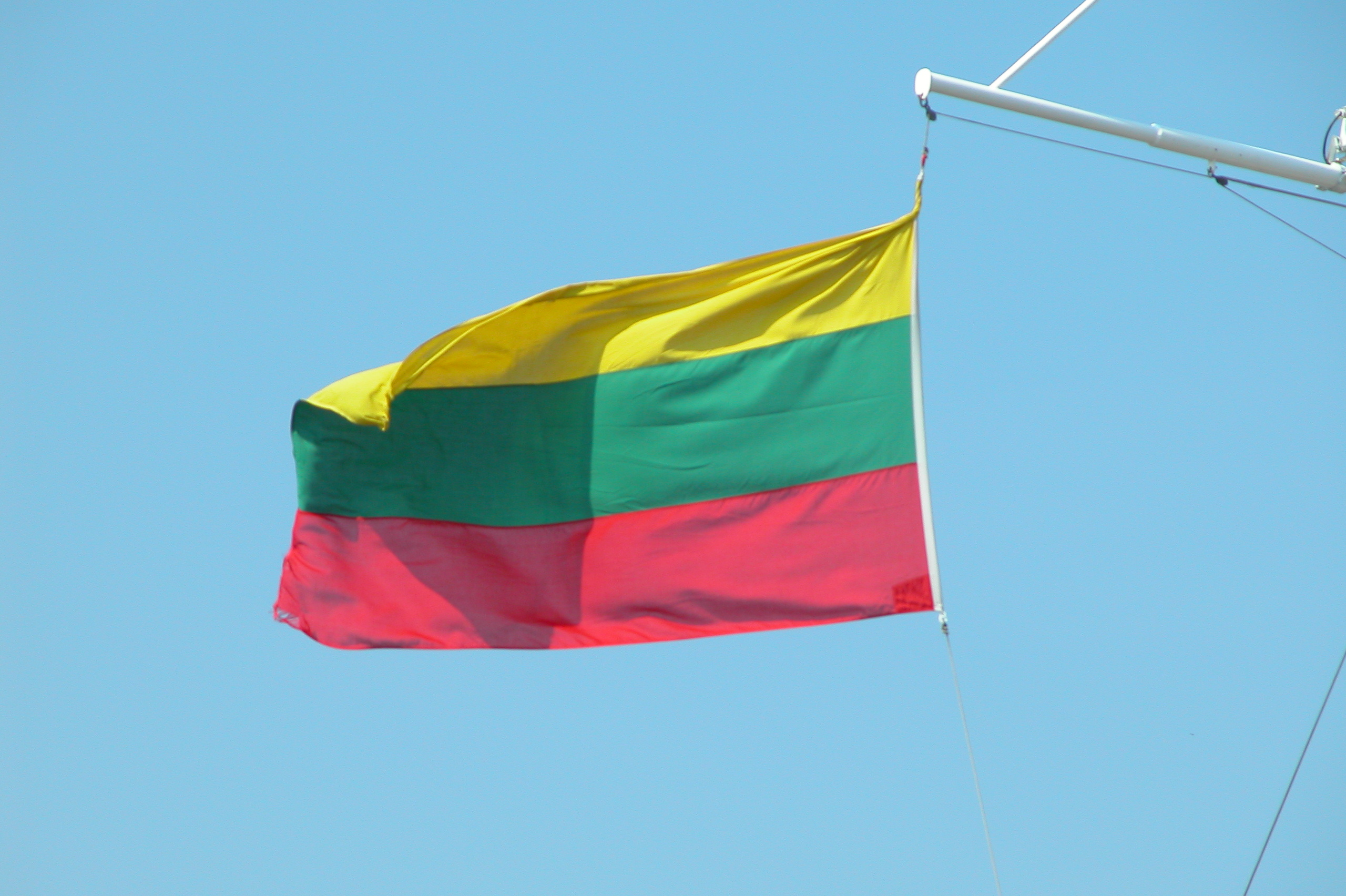
De oude onofficiële vlag

De vlag van Ærø is de onofficiële vlag van de Deense eiland Ærø.
De vlag bestaat uit negen horizontale banen in de kleuren geel-groen-rood-geel-groen-rood-geel-groen-rood. Een veel voorkomende interpretatie is dat de kleuren staan voor de koningen van Denemarken (rood), de hertogen van Sleeswijk (geel) en de eilanden zelf (groen). De vlag wordt vaak gezien naast de Deense vlag.

## Oorsprong en gebruik
In tegenstelling tot de vlaggen die doorgaans in Scandinavische landen worden gebruikt, was het aanvankelijk geen Scandinavische kruisvlag, maar een horizontale geel-groen-rode driekleur. De vlag werd in de 20e eeuw overal op Ærø gebruikt en is een symbool van het eiland geworden, vooral onder zeilers en automobilisten. Hij lijkt op de Litouwse vlag, ook een geel-groen-rode driekleur, maar in iets andere kleuren.
De drie kleuren zijn ontleend aan het vaandel van hertog Christiaan van Ærø (1570-1633, hertog vanaf 1622), een neef van Christiaan IV van Denemarken en Noorwegen. De kleuren werden later zo geïnterpreteerd dat de gele baan het Huis Sleeswijk-Holstein-Gottorp symboliseerde, de middelste groene baan het eiland zelf en de rode baan de Deense koning.
Na de dood van hertog Christian op 14 juni 1633 werden zijn bezittingen verdeeld onder de andere Gottorf-lijnen. Tot zijn persoonlijke nalatenschap behoorde ook zijn ruwweg vierkante vaandel, dat aan de eilandsraad werd geschonken. Ærø werd vervolgens verdeeld van 1634 tot 1721: Marstal behoorde tot de hertogen van Gottorf, terwijl Ærøskøbing tot het Koninklijke Deense deel van Sleeswijk behoorde.

## Herontwerp 2015
In 2015 presenteerde het hoofd toerisme van Ærø een nieuw ontworpen eilandvlag aan het publiek. Deze werd ontworpen in samenwerking met het Ærø Museum en is sterk gebaseerd op het historische model: negen horizontale strepen zijn drie keer gerangschikt in afwisselend geel, zeegroen en rood op een bijna vierkant doek. De trouwe "herlancering" werd prompt bekritiseerd, onder andere door de directeur van het Maritiem Museum in Marstal.